# Supergendarmen
Supergendarmen (franska: Le Gendarme et les Extra-terrestres) är en fransk komedifilm från 1979 i regi av Jean Girault.
Filmen är den femte i en serie med sex filmer om gendarmeriet i Saint-Tropez med Louis de Funès i huvudrollen.

## Rollista i urval
- Louis de Funès - kvartermästare Ludovic Cruchot
- Maria Mauban - Josepha Cruchot
- Michel Galabru - polischef Jérôme Gerber
- Guy Grosso - gendarm Gaston Tricard
- Michel Modo - gendarm Jules Berlicot
- Maurice Risch - gendarm Henri Beaupied
- Jean-Pierre Rambal - gendarm Charles Taupin
- Micheline Bourday - Mme Gerber
- France Rumilly - syster Clotilde
- Jacques François - översten
- Lambert Wilson - utomjording (ej krediterad)